# 森谷明子
森谷 明子（もりや あきこ、1961年 -）は日本の小説家、推理作家。神奈川県生まれ。神奈川県立小田原高等学校、早稲田大学第一文学部卒業。2003年、紫式部を探偵役とした王朝ミステリ、『千年の黙 異本源氏物語』で第13回鮎川哲也賞を受賞してデビュー（作品名は、応募当時の『異本・源氏藤式部の書き侍りける物語』から改題されている）。
図書館での勤務歴があり、「本」に小説の主題が当てられることが多い。また、第2作『れんげ野原のまんなかで』は、大の本好きである新米図書館司書を主人公とした「日常の謎」ミステリである。

## 作品リスト

### 秋葉図書館シリーズ
- れんげ野原のまんなかで（2005年2月 東京創元社〈ミステリ・フロンティア〉 / 2011年9月 創元推理文庫）
- 花野に眠る 秋葉図書館の四季（2014年10月 東京創元社〈ミステリ・フロンティア〉 / 2017年8月 創元推理文庫）
- 星合う夜の失せもの探し 秋葉図書館の四季（2023年7月 東京創元社)

### その他の作品
2000年代
- 千年の黙 異本源氏物語（2003年10月 東京創元社 / 2009年6月 創元推理文庫）
- 七姫幻想（2006年2月 双葉社 / 2009年1月 双葉文庫）
- 深山に棲む声（2009年2月 双葉社 / 2013年3月 双葉文庫）
- 矢上教授の午後（2009年7月 祥伝社 / 2012年4月 祥伝社文庫）
- 葛野盛衰記（2009年10月 講談社）

2010年代
- 白の祝宴 逸文紫式部日記（2011年3月 東京創元社 / 2015年7月 創元推理文庫）
- 緑ヶ丘小学校大運動会（2011年7月 双葉社 / 2014年6月 双葉文庫）
- 望月のあと 覚書源氏物語『若菜』（2011年12月 東京創元社 / 2018年6月 創元推理文庫）
- FOR RENT —空室あり—（2012年10月 幻冬舎文庫）
- 春や春（2015年5月 光文社 / 2017年5月 光文社文庫）
- 南風吹く（2017年7月 光文社 / 2020年7月 光文社文庫）
- 矢上教授の「十二支考」(2018年8月 祥伝社)
  - 【改題】矢上教授の夏休み（2021年7月 祥伝社文庫）

2020年代
- 涼子点景1964（2020年1月 双葉社 / 2022年7月 双葉文庫）
- 晴明変生（2022年9月 角川春樹事務所）
- 源氏供養 草紙地宇治十帖 (2024年7月 創元推理文庫)

### アンソロジー
- ザ・ベストミステリーズ 2006 推理小説年鑑（2006年7月 講談社）「糸織草子」
  - 【分冊・改題】曲げられた真相 ミステリー傑作選（2009年11月 講談社文庫）
- エール！ 3（2013年10月 実業之日本社文庫）「ラブ・ミー・テンダー」
- 御城の事件 〈西日本篇〉（2020年4月 光文社文庫）「ささやく水」